# José Nunes
Frei José Nunes foi prior provincial da Ordem dos Pregadores em Portugal, eleito em 2005.

## História
Nascido em 3 de Setembro de 1956, em Lisboa, realizou o noviciado no Convento dominicano de Toulouse em 1976-77, e fez a primeira profissão na Ordem dos Pregadores em 12 de Novembro de 1977 tendo sido ordenado presbítero em 26 de Agosto de 1984. Realizou o doutoramento em Teologia Pastoral na Universidade Pontifícia de Salamanca e foi missionário em Angola durante nove anos, tendo regressado a Portugal em 1994, data em que começou a leccionar na Faculdade de Teologia da Universidade Católica de Lisboa, integrando a direcção desta mesma Faculdade desde 2002. Desde 1997 trabalhou também como Vigário paroquial na Paróquia de S. Domingos de Benfica, em Lisboa, e desde essa mesma data que era o sócio do prior provincial da Ordem dos Pregadores em Portugal.